# The Western Brothers
The Western Brothers waren een Britse music hall en radioact, die populair waren van de jaren 1930 tot de late jaren 1950, en die zelfgeschreven actuele songs uitvoerden die vaak de hogere klassen persifleerden. Kenneth Alfred Western (10 september 1899 - 24 januari 1963) en (Ernest) George Western (23 juli 1895 - 16 augustus 1969) waren in werkelijkheid achterneven in plaats van broers. Ze zonden eerst uit als het Perfectly Polite Pair tijdens de jaren 1920 en er was toen een lange onderbreking voordat ze terugkeerden als de Western Brothers.

## Bezetting
- Kenneth Alfred Western[2]
- (Ernest) George Western[3]

## Geschiedenis
George zorgde voor de pianobegeleiding van hun songs. Ze droegen monocles en avondkleding voor hun act en beïnvloedden de temen van de hogere klassen. Hun foto's verschenen in krantenadvertenties voor een aantal producten. Hiervan en met hun act verdienden ze genoeg geld om het variëteitscircuit te kunnen bereiken met hun eigen vliegtuig en in de beste hotels te verblijven. Hun songs omvatten We're Frightfully BBC en Keeping Up the Old Traditions .
De Western Brothers verschenen in de film Mr. Cinders uit 1934 met Clifford Mollison en Zelma O'Neal. Ze schreven en zongen de twee liedjes I Think of You, Dear en Are't We All? in de omgekeerde rollen van 'lelijke stiefzusters'. Het opvolgende jaar verschenen ze als omroepers in Radio Parade van 1935 met Will Hay.
In oktober 1948 raakten ze verwikkeld in een controverse vanwege een grap, die Kenneth vertelde tussen nummers tijdens een live optreden op de BBC Home Service. De kern van de grap leek te suggereren dat Hugh Gaitskell, toen de minister van Brandstof en Macht, schuldig was aan nepotisme. De pers maakte hierover veel ophef. De BBC bewerkte de grap van de herhaling van het programma een paar dagen later en zond ook een gezamenlijke verontschuldiging uit van zichzelf en The Western Brothers. Als antwoord ontvingen de broeders een brief van de procureur-generaal:

De heer Gaitskell accepteert graag uw verzekering dat er nooit een persoonlijke reflectie was bedoeld. Hij wil dat ik eraan toevoeg dat een aantal mensen hem hebben gevraagd of hij in feite een neef in dienst heeft genomen bij de National Coal Board, waaruit blijkt hoe gemakkelijk men veronderstelt dat er achter dergelijke grappen een feitelijke achtergrond zit. Voor de heer Gaitskell, en ik hoop voor u, is de zaak nu ten einde.

Er was geen blijvende impact op hun carrière en ze bleven gedurende het volgende decennium op zowel radio als tv verschijnen. Een BBC Radio 4-programma dat hun carrière beschrijft, werd op 22 november 2012 uitgezonden met de titel Mockery with Monocles: The Western Brothers Revealed.